# 10202 Mioaramandea
10202 Mioaramandea è un asteroide della fascia principale. Scoperto nel 1997, presenta un'orbita caratterizzata da un semiasse maggiore pari a 2,336138 UA e da un'eccentricità di 0,056722, inclinata di 5,963788ª rispetto all'eclittica. Ha un diametro di 4,441 km. Ha un'albedo di 0,205.